# Hendrik Jan Kooijman
Hendrik Jan Kooijman (ur. 17 stycznia 1960 w Velsen) – holenderskI hokeista na trawie. Brązowy medalista olimpijski z Seulu.
W reprezentacji Holandii zagrał 154 razy (7 goli) w latach 1982-1992. Zawody w 1988 były jego pierwszymi igrzyskami olimpijskimi, brał również udział w IO 92 (czwarte miejsce). Brał udział w rozgrywkach Champions Trophy. W 1990 został mistrzem świata. W 1987 został mistrzem Europy.